# Dębowa Kłoda (plaats)
Dębowa Kłoda is een dorp in het Poolse woiwodschap Lublin, in het district Parczewski. De plaats maakt deel uit van de gemeente Dębowa Kłoda.